# Carlos Gardel
Carlos Gardel (rođen kao Charles Romuald Gardes, Toulouse, 11. prosinca 1890. – Medellín, 24. lipnja 1935.) argentinski tango pjevač (bariton) i skladatelj. Bio je najvažnija osoba u tango glazbi u prvoj polovici 20. stoljeća.

## Život i djelo
Počeo je pjevati u barovima i na zabavama, između 1913. i 1925. godine. Imao je širok repertoar narodnih pjesama, pjevao je i u duetu s Joséom Razzanom. Gardel je postao poznat preko noći, kada je 1917. godine napisao tango pjesmu „Mi Noche triste” i odmah prodao 100,000 glazbenih diskova u Latinskoj Americi. Na glazbenoj turneji putovao je u Urugvaj, Čile, Brazil, Portoriko, Venezuelu, Kolumbiju te u Barcelonu, Pariz i New York. U prva tri mjeseca posjeta Parizu, prodao je 70,000 glazbenih diskova. Uz rastuću popularnost snimio je nekoliko filmova, koji su učinkovito poslužili kao reklama za njegovu glazbu.
Gardel je imao tamni baritonski glas, kojim je pjevao kratke (u prosjeku tri minute) tango pjesme. Neke od stihova napisao je sam Gardel (npr. "Mi Buenos Aires Querido", "Por una Cabeza", itd.), a imao je i stalnoga suradnika tekstopisca Alfreda Le Pera. Oboje su umrli u zrakoplovnoj nesreći 1935. godine, ostvaviši tužnima svoje milijune obožavatelja diljem Latinske Amerike. Ogroman broj ljudi skupilo se kako bi odali počast glazbeniku, koji je umro na vrhuncu svoje karijere. Pokopan je na groblju La Chacarita u Buenos Airesu.